# Brian De Palma
Brian Russell De Palma, född 11 september 1940 i Newark, New Jersey, är en amerikansk filmregissör och manusförfattare. 
Brian De Palma är välkänd för sitt kameraarbete och sin visuella stil, som inkluderar nyttjande av vidvinkel, djupfokus och split screen. Detta blandas inte sällan upp med explicit våld och blodiga kroppar. Han var en av del av generation filmare kallad New Hollywood som etablerade sig under 1960- och 70-talen. En tydlig inspirationskälla är Alfred Hitchcock, vars filmer Psycho och Studie i brott delvis återberättas i I nattens mörker (1980) respektive Gastkramad (1976).
Brian De Palmas karriär har i mångt och mycket gått upp och ned. Från enorma succéer till bottennapp. Några av hans succéfilmer är Carrie (1976), Scarface (1983), De omutbara (1987) och Mission: Impossible (1996).
Under 1970-talet hjälpte Brian De Palma sin vän George Lucas med intervjuer och auditions inför Stjärnornas krig (1977). Han var även vän med Martin Scorsese, och introducerade honom för Robert De Niro, som Scorsese skulle inleda ett långt samarbete med.

## Privatliv
Brian De Palma har varit gift tre gånger: 1979–1983 med skådespelaren Nancy Allen, 1991–1993 med filmproducenten och manusförfattaren Gale Anne Hurd och 1995–1997 med Darnell Gregorio-De Palma.

## Filmografi i urval
- 1968 – Greetings
- 1970 – Hi, Mom!
- 1974 – Phantom of the Paradise
- 1976 – Gastkramad (Obsession)
- 1976 – Carrie
- 1978 – Mardrömsjakten (The Fury)
- 1980 – I nattens mörker
- 1981 – Vittnet måste tystas (Blow Out)
- 1983 – Scarface
- 1984 – Body Double
- 1987 – De omutbara
- 1989 – Uppgörelsen
- 1990 – Fåfängans fyrverkeri (The Bonfire of the Vanities)
- 1992 – Cains många ansikten
- 1993 – Carlito's Way
- 1996 – Mission: Impossible
- 1998 – Snake Eyes
- 2000 – Mission to Mars
- 2002 – Femme Fatale
- 2006 – Den svarta dahlian
- 2007 – Redacted
- 2012 – Passion

## Priser och utmärkelser i urval
- 1969 Nominerades för Guldbjörnen och vann Silverbjörnen vid filmfestivalen i Berlin för Greetings
- 1975 Vann stora priset vid Avoriaz Fantastic Film Festival för Phantom of the Paradise
- 1977 Vann stora priset vid Avoriaz Fantastic Film Festival för Carrie
- 2007 Vann Silverlejonet vid filmfestivalen i Venedig för Redacted